# 滇藏虎耳草
滇藏虎耳草（学名：Saxifraga meeboldii），为虎耳草科虎耳草属下的一个植物种。